# 22469 Poloniny
22469 Poloniny este un asteroid din centura principală de asteroizi.

## Descriere
22469 Poloniny este un asteroid din centura principală de asteroizi. A fost descoperit pe 2 februarie 1997 la Modra de Peter Kolény și Leonard Kornoš. Asteroidul prezintă o orbită caracterizată de o semiaxă mare de 2,41 ua, o excentricitate de 0,20 și o înclinație de 5,0° în raport cu ecliptica.